# 小岩井農場
小岩井農場（こいわいのうじょう）は、岩手県岩手郡雫石町と滝沢市にまたがって所在する日本最大の民間総合農場。
総面積は約3,000haで、そのうち約2,000haが山林、約630haが耕地で、中央部の40haを「まきば園」として一般開放している。

## 概要
東京都に本社を置く小岩井農牧株式会社（こいわいのうぼく）が経営している。小岩井農場の事業展開については、酪農事業、山林事業、環境緑化事業、観光事業、食品事業、品質保証・環境対応・技術支援の6つの領域で展開されている。
酪農事業は1901年（明治34年）以来、小岩井農場の基幹産業となっており牛の飼料も農場内で生産している。山林事業では法正林化を目指した森林経営を行っている。
観光事業では、農場内にミルク館や重要文化財ギャラリーなどがあり、乗馬やトロ馬車があるほか、クラフト教室なども開催されている。馬車鉄道が1904年（明治37年）から1958年（昭和33年）までの間小岩井駅から農場内の各事業所を結んでいた。この他、まきば園内には冬季を除いて宿泊可能なSLホテルもあったが、2008年（平成20年）11月3日で休館となった。日本では最も長く営業を行ったSLホテルである。
食品事業では生乳の生産だけでなく、ヨーグルト、チーズ、アイスクリームなどの乳加工品、ケーキやクッキーなどの製造・販売を行っている。なお、乳業事業を行っている小岩井乳業株式会社は1976年（昭和51年）に分離・独立しキリングループの一員となっている。
小岩井農場は「日本の20世紀遺産20選」に選定されており、農場内には重要文化財に指定された歴史的建造物も多く存在し、重要文化財の保有・保存・修復・管理と研究・公開等の業務は公益財団法人小岩井農場財団が担っている。

## 歴史
1889年（明治22年）、鉄道庁長官の井上勝が、日本鉄道東北本線敷設工事視察のため岩手を来訪した。その際、岩手県令の石井省一郎とともに網張温泉に立ち寄ったが、網張街道周辺は火山灰土と岩手山の伏流水の影響で、湿原の広がる痩せ地であった。井上は、美田良圃森林自然を鉄道敷設で失わせた償いとして、荒野となっていたこの地に農場を開設することとし、同鉄道会社副社長の小野義眞の計らいで、三菱社社長の岩崎彌之助から出資を受けて4,000haの未利用地を購入し、1891年（明治24年）に農場が創設された。
農場名は、日本鉄道副社長の小野、三菱社社長の岩崎、鉄道庁長官の井上の三名の頭文字をとって「小岩井農場」と名付けられた。井上が農場主、岩崎が出資者、小野が保証人にあたる。
1899年（明治32年）、三菱のオーナー一族・岩崎家の所有となる。
戦前は育馬事業も行われており、第1回日本ダービーで小岩井生産馬が2着、第2回から第4回の日本ダービーでは、繋養していた種牡馬シアンモア産駒が連勝した。さらに第10回日本ダービーでは、生産馬のセントライト号が優勝。同馬は、日本競馬初のクラシック三冠馬にもなった。
1938年（昭和13年）、小岩井農牧株式会社が設立され、岩崎家庭事務所保護下の経営から独立した。
第二次世界大戦後、GHQによる財閥解体で、1947年（昭和22年）に第一次農地解放、1950年（昭和25年）に第二次農地解放が行われ、約1,000haが満蒙開拓引揚者等に払い下げられるとともに、1949年（昭和24年）には競走馬の生産の育馬部門からも撤退を余儀なくされた。この間、1947年（昭和22年）8月7日には、農場内の旧岩崎邸聴禽荘が昭和天皇の宿泊所となった（昭和天皇の戦後巡幸）。昭和天皇は、1974年（昭和49年）、第25回全国植樹祭に出席のため来県した際にも、皇后とともに農場に行幸啓した。
2017年（平成29年）、小岩井農場施設の建造物21棟は重要文化財に指定された。

## 文化財群

### 指定文化財
「小岩井農場施設 21棟」として、以下の建造物が国の重要文化財に指定されている（2017年2月23日指定）
- （下丸地区）本部事務所、本部第一号倉庫、本部第二号倉庫、乗馬厩、倶楽部
- （上丸地区）第一号牛舎、第二号牛舎、第三号牛舎、第四号牛舎、種牡牛舎、育牛部倉庫、第一号サイロ、第二号サイロ、秤量場、冷蔵庫
- （中丸地区）四階建倉庫、玉蜀黍小屋（4棟）、耕耘部倉庫

小岩井農場には、明治時代から昭和初期にかけて建設された牧畜関連の建築物がまとまって残っている。牛舎やサイロのほかに、事務所、倉庫、宿泊や職員の集会用の施設である「倶楽部」、煉瓦の躯体に土をかぶせた天然の冷蔵庫など、農場に関わる各種の建物が残っている。
牛舎には、大空間を確保するためにトラス架構が取り入れるなど、建築史のうえでも注目され、これらの建築群は日本の近代建築史、近代農業史を知るうえで価値が高い。
これらの建物を、使用しつつ保存するということが所有者である小岩井農牧の方針であり、文化庁もこうした所有者側の意向に理解を示している。牛舎では現在も牛が飼われており、現役の農場施設として使用しつつ保存するということで、文化財保存の新たな方向性を示すものでもある。

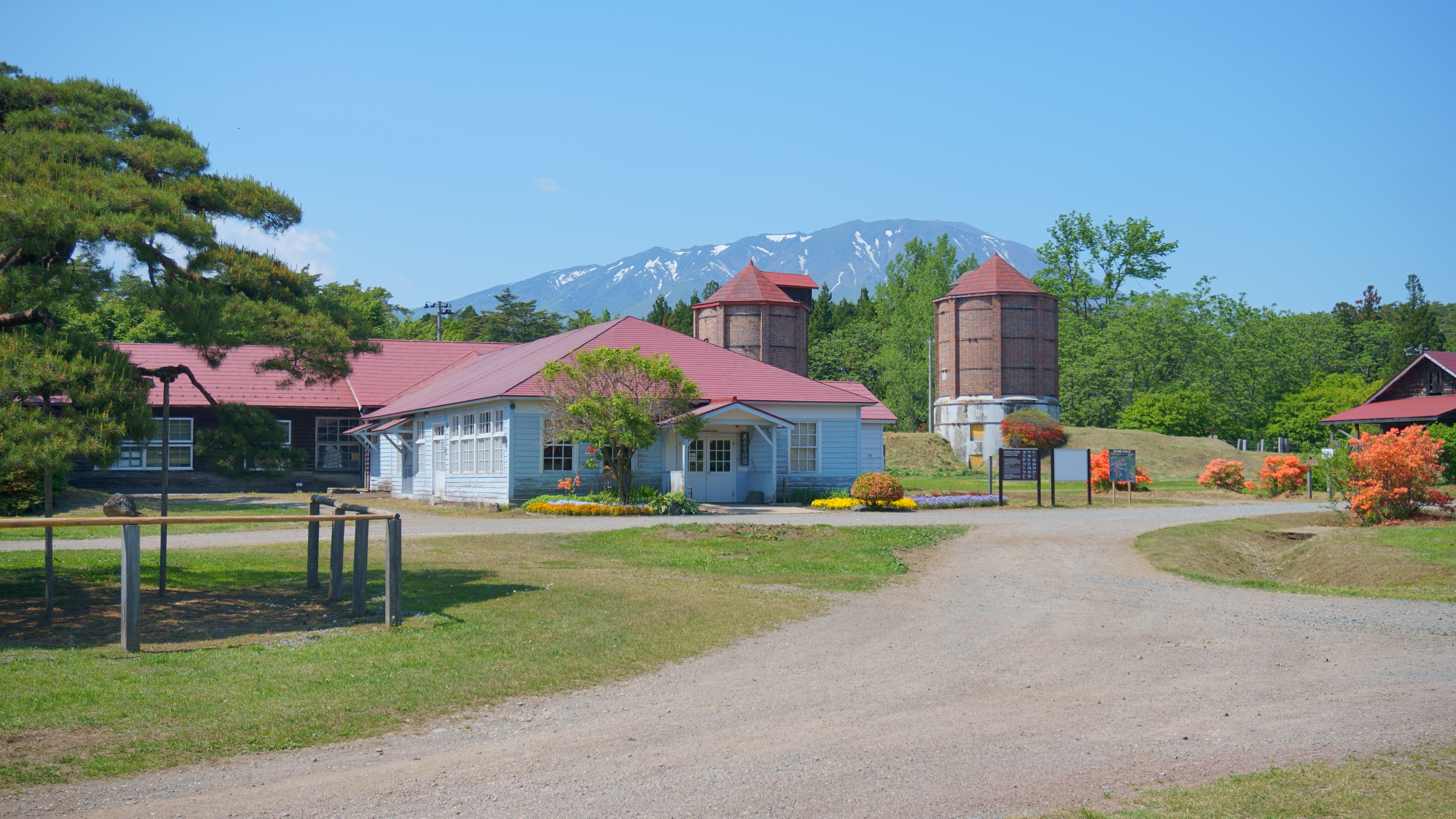
上丸地区の農場施設群
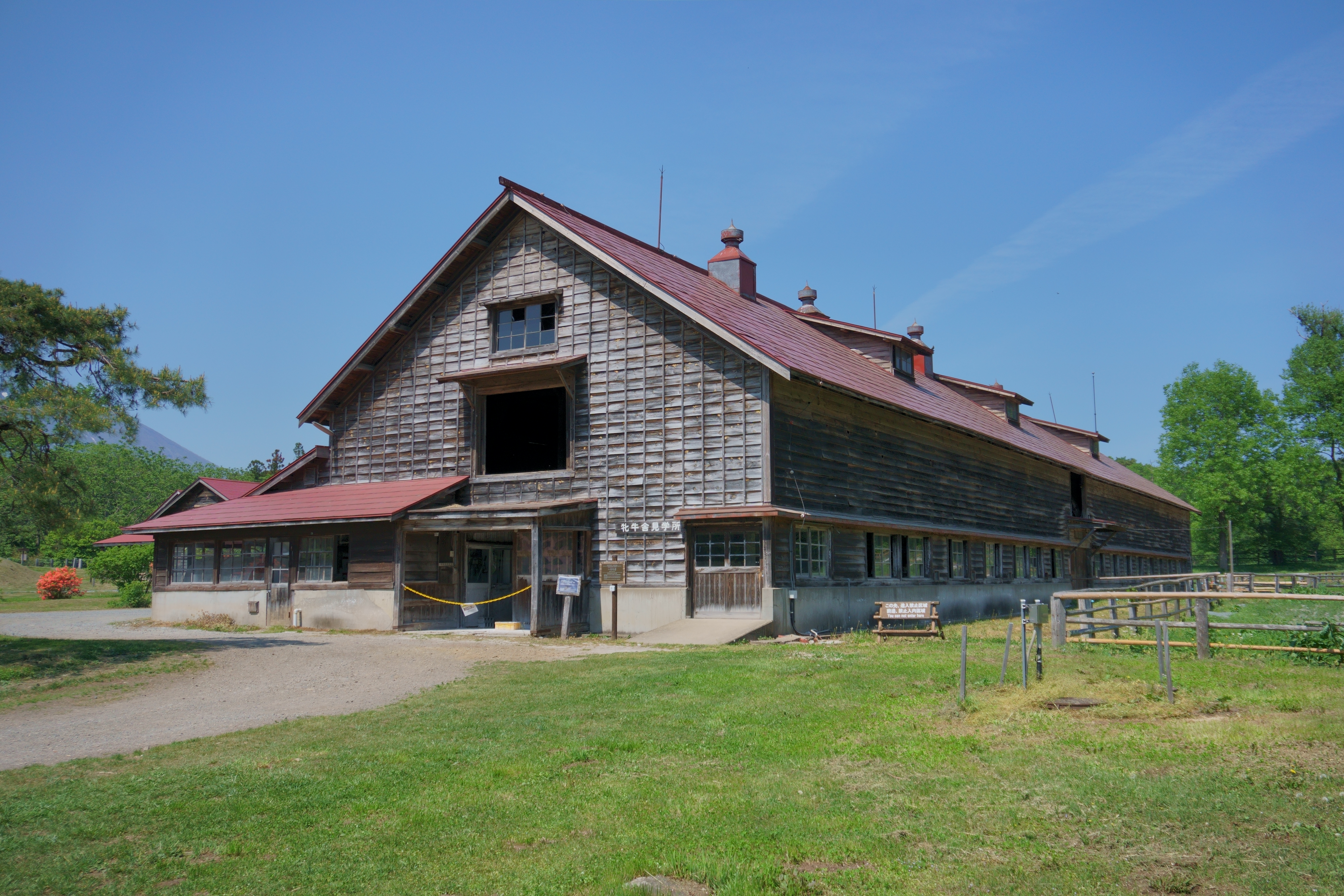
第一号牛舎
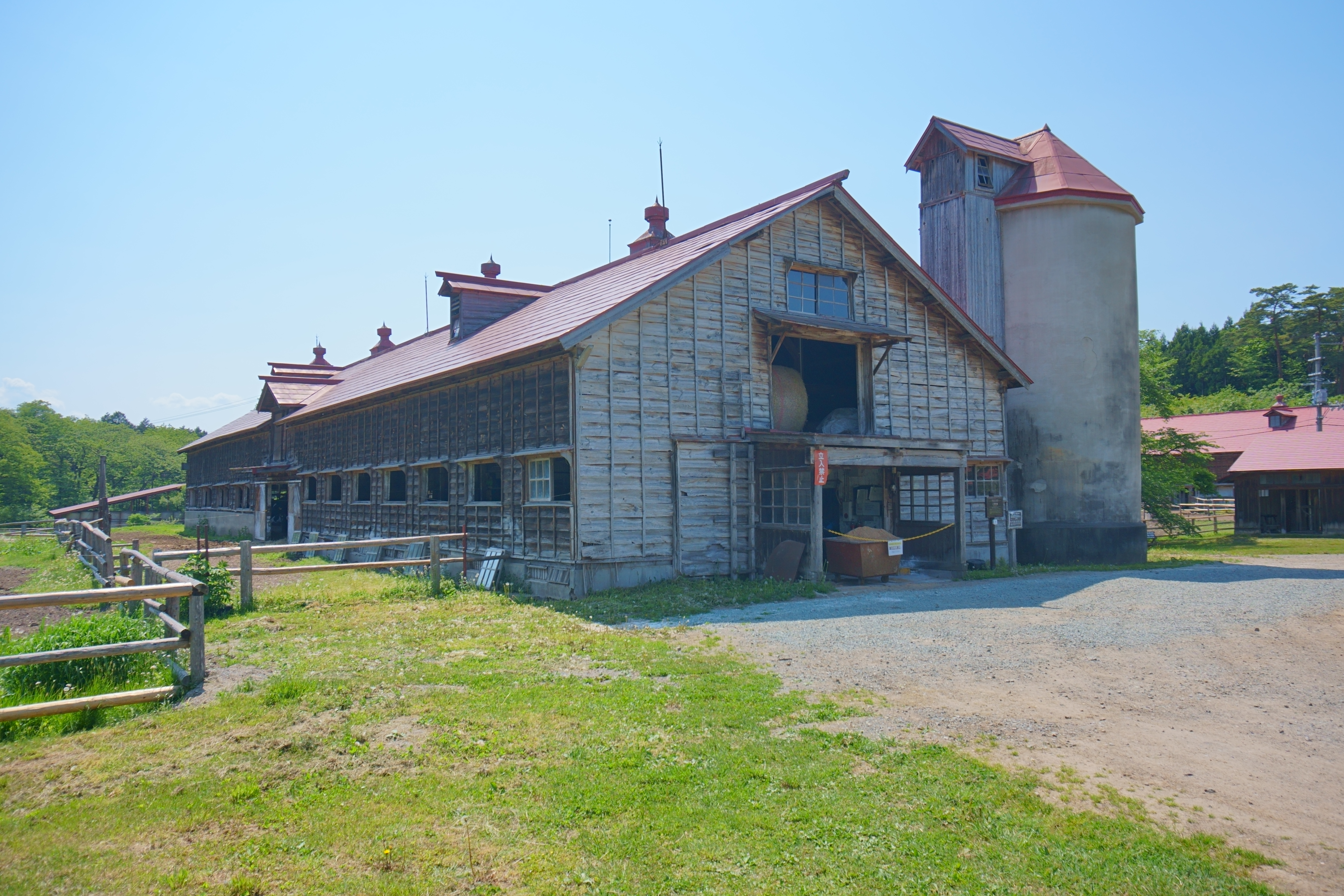
第二号牛舎
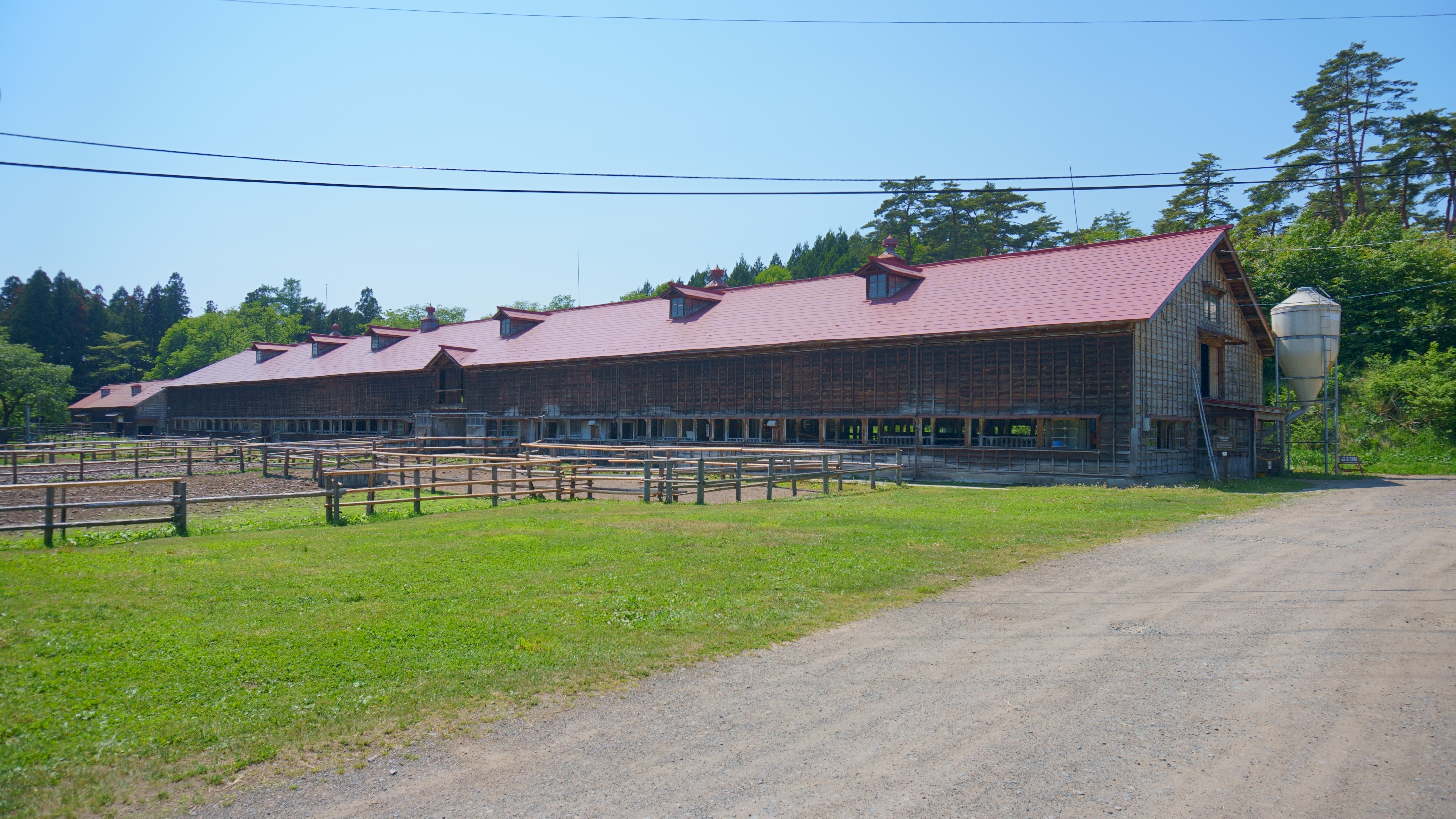
第三号牛舎
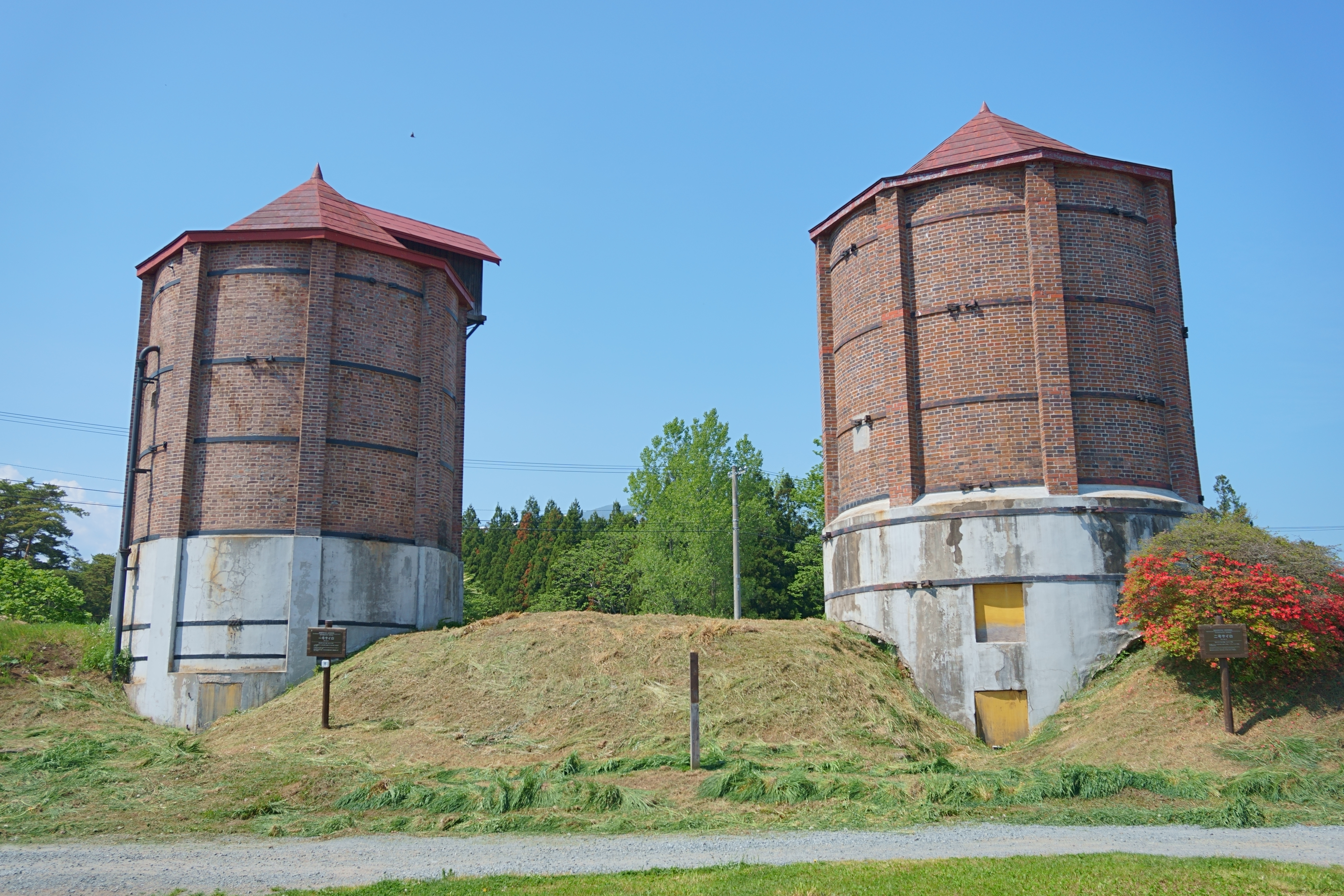
第一号サイロ（右）、第二号サイロ（左）

### 名勝等
農場内に位置する、標高379ｍの小高い山「狼森（おいのもり）」は、「イーハトーブの風景地」のひとつとして国の名勝に指定されている。「狼森」は周辺の「笊森（ざるもり）」「盗森（ぬすともり）」「黒坂森」の3つの小山とともに、宮沢賢治の童話『狼森と笊森、盗森』に実際の地名のまま登場する。
また、農場内にあるエドヒガンの一本桜は、同所が放牧地だった明治40年代に、日差しから牛を守る日陰樹として植えられた。「どんと晴れ」のオープニング画面に使われたりして、しばしばドラマのロケ地となっている。

## エピソード
- 宮沢賢治は、農場とその周辺の景観を愛好ししばしば散策した。中でも、1922年（大正11年）5月の散策は、詩集『春と修羅』に収録された長詩「小岩井農場」のもとになった。この詩の中には、当時の農場の様子（飼育されていたハクニー馬や倉庫など）も描写されている。
- 光村図書の国語教科書で、子どもが書いた作文の例として当農場の見学が書かれたが、企業名を出せず「K農場の見学」と表記された。
- タレントの田中義剛は、自身の農場（花畑牧場）を持つに当たって「小岩井農場のような大きな農場にしたい」と語っていた。
- 2009年（平成21年）の農地法改正以前は、農業生産法人以外の株式会社が農地を所有して農業を営むことを禁止していた。小岩井農場は農業生産法人ではないが、前述の規定のある農地法が制定された1952年（昭和27年）より前から農業経営を行っていたことから、農地所有が特例として許可されていた。
- 小岩井農場のある雫石町は、岩手三大ジェラートのうち2店舗（松ぼっくり、まんま）が所在するなど、ジェラートやチーズなどの乳製品が有名な町である。

## ギャラリー

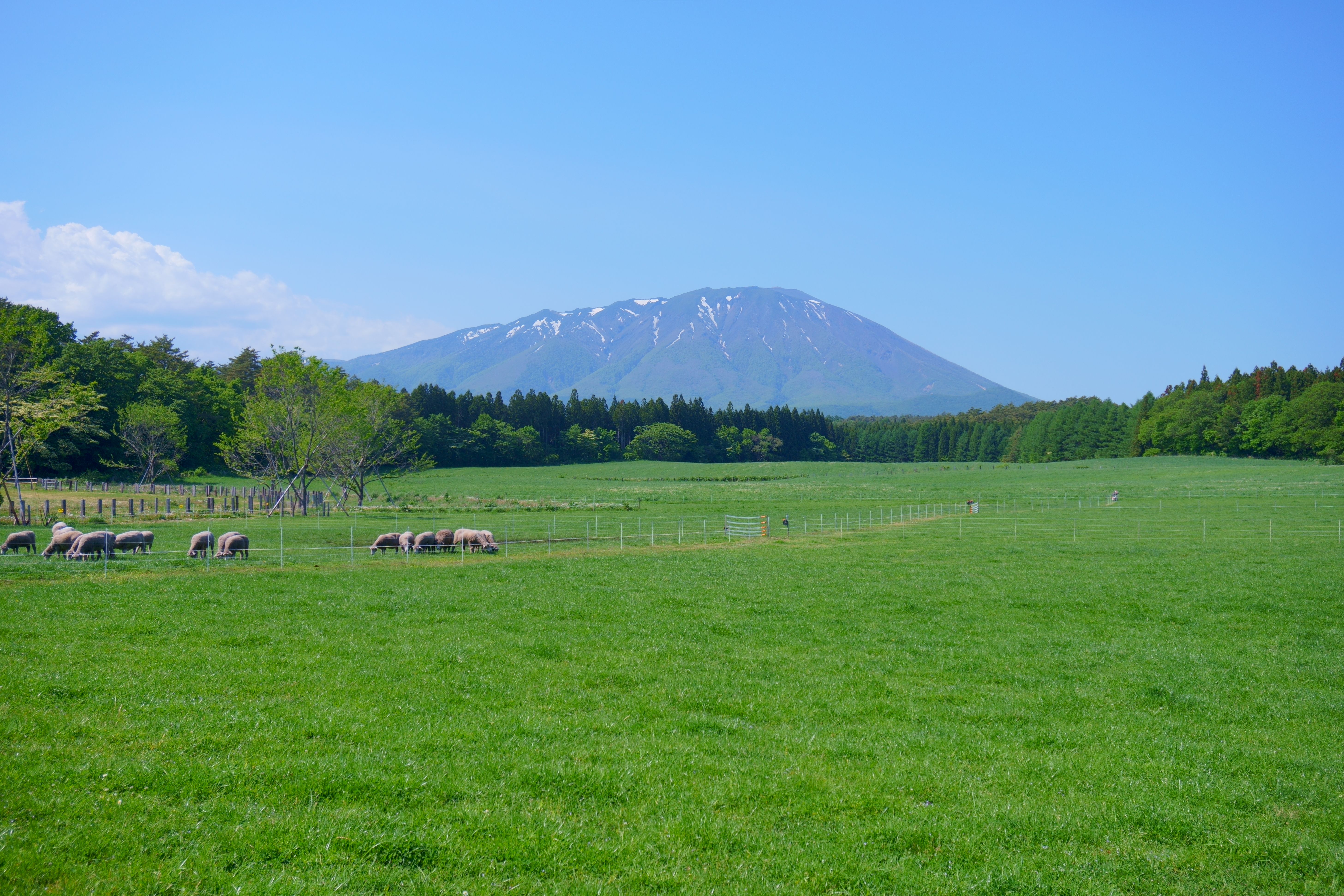
放牧されている羊と岩手山
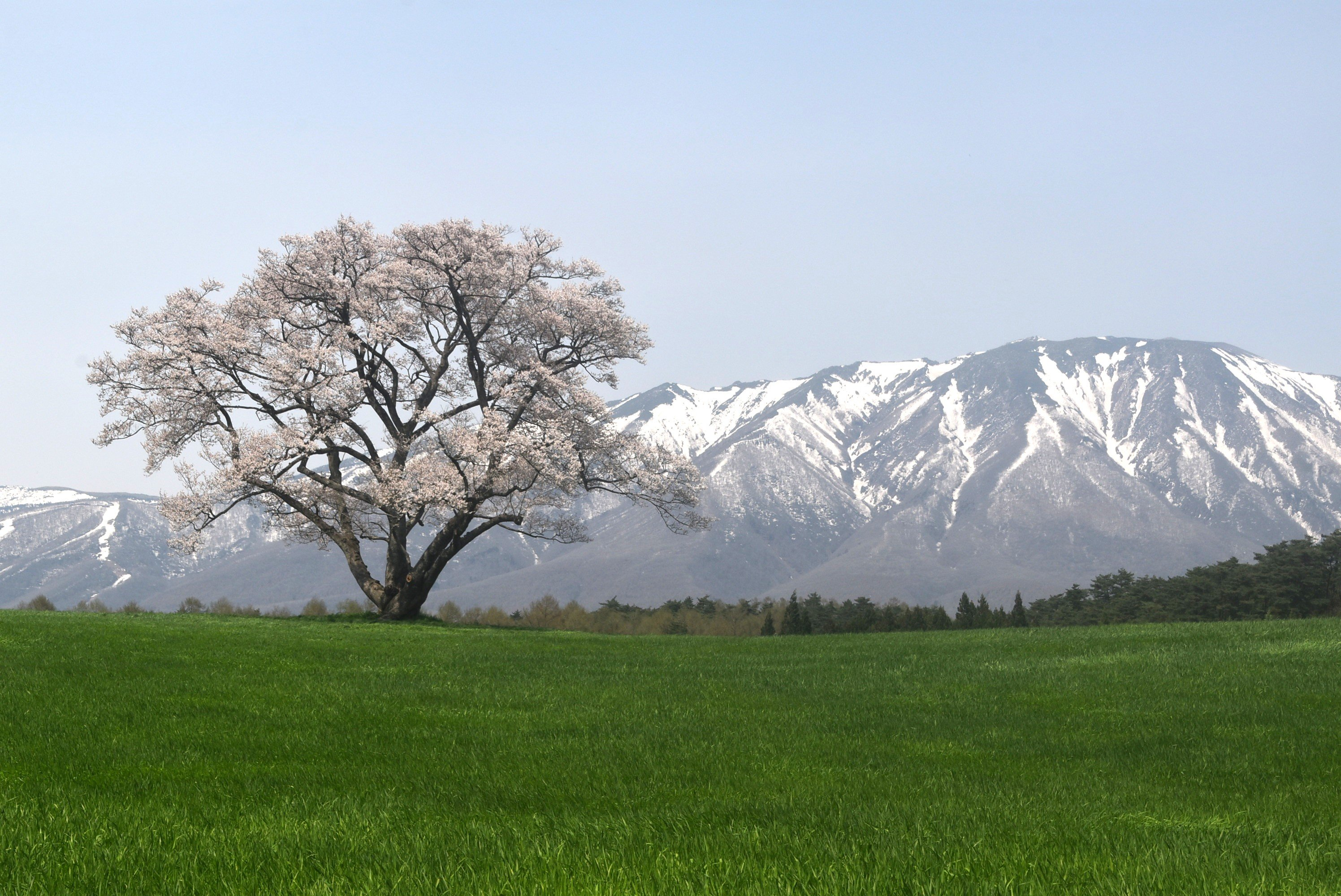
一本桜と岩手山（春）
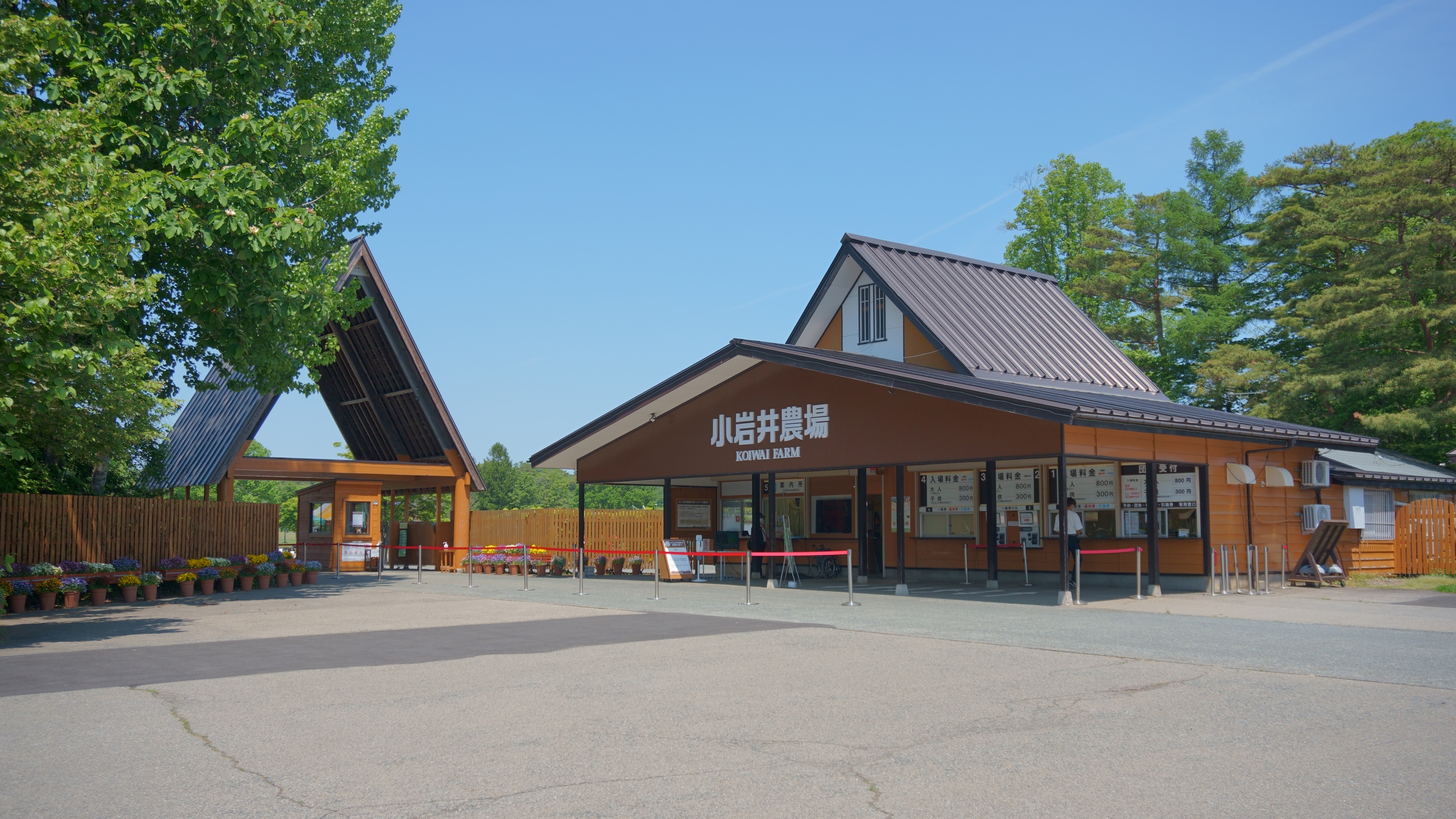
まきば園の入場ゲート
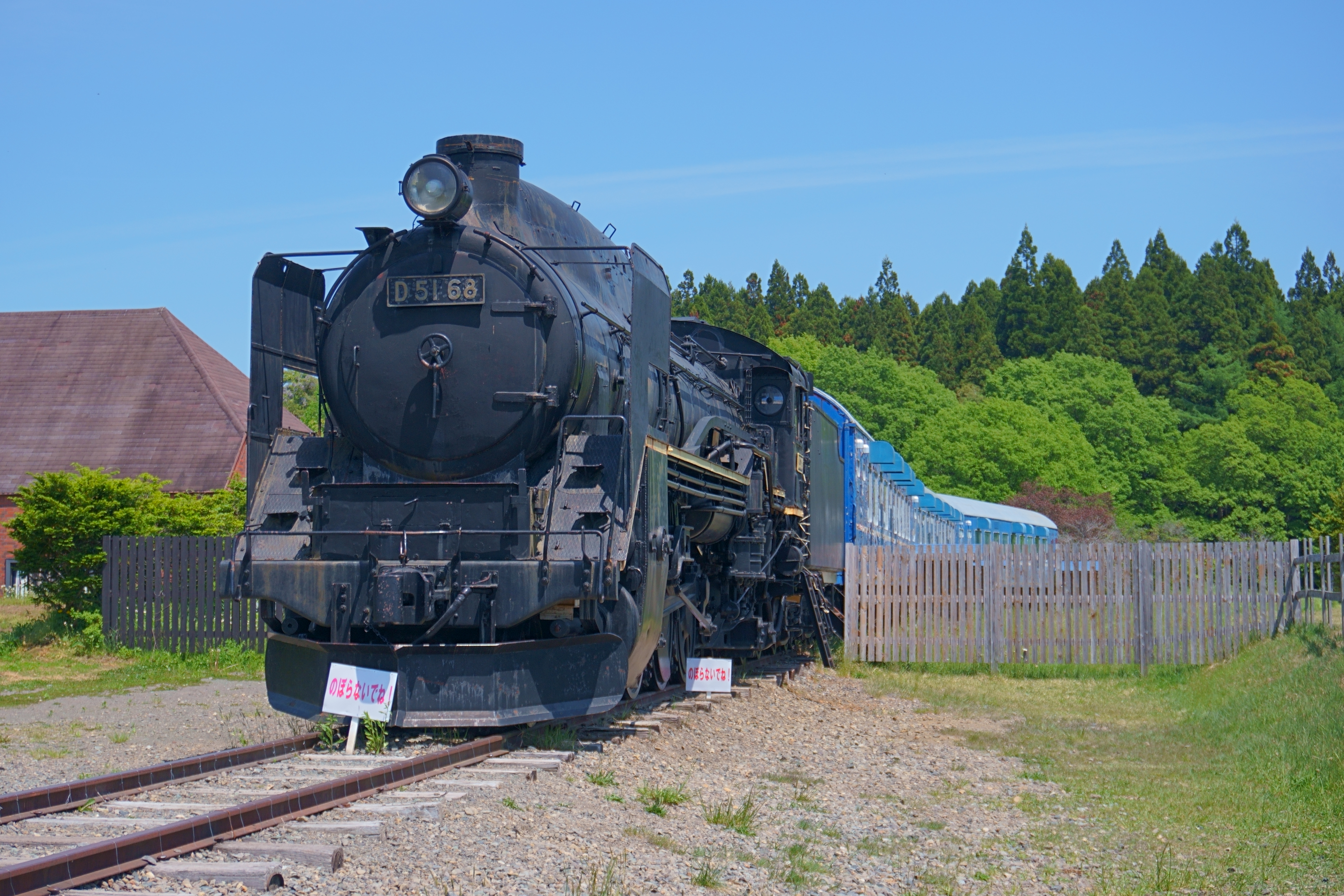
園内で静態保存されているD51形蒸気機関車
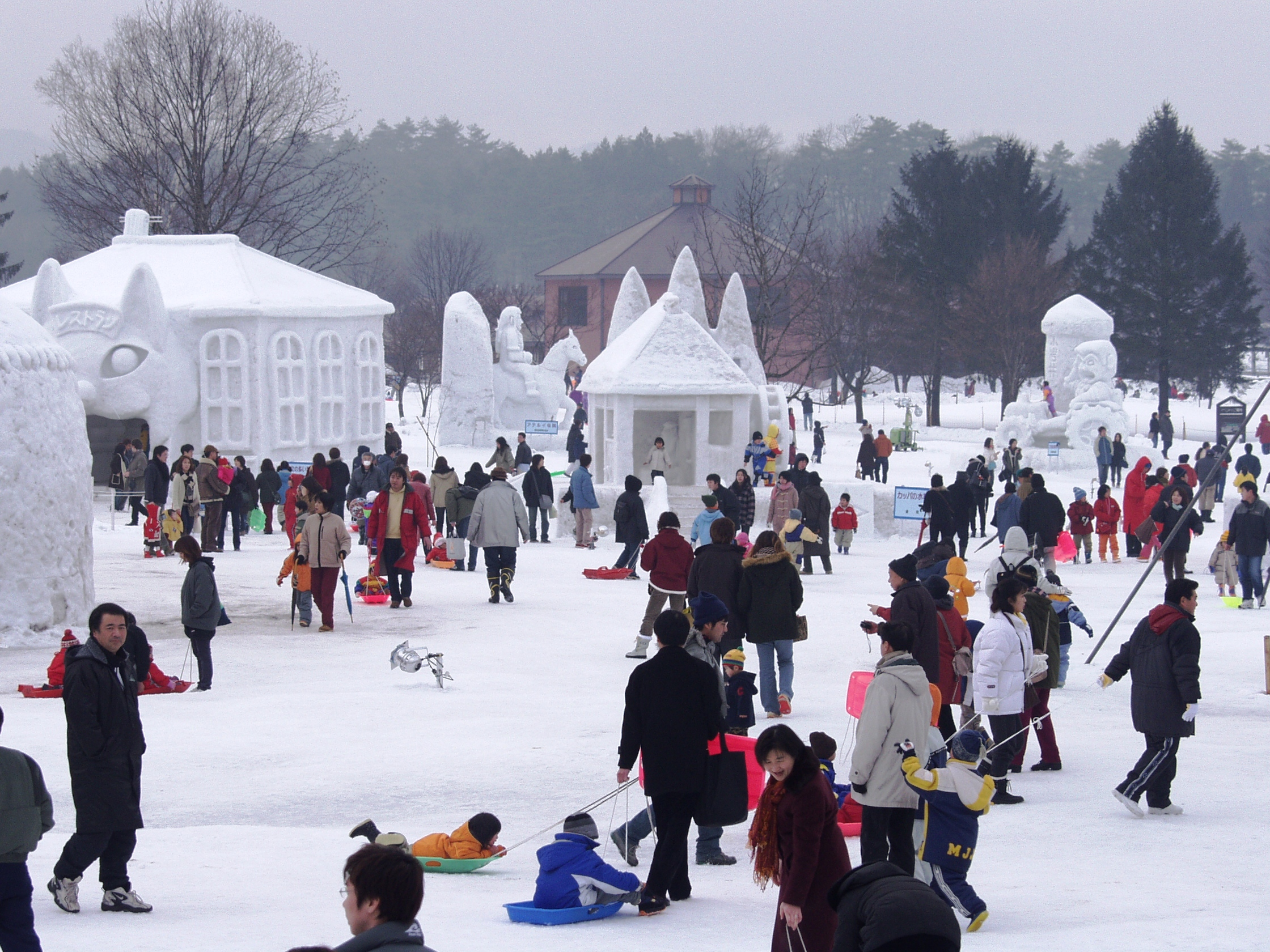
岩手雪まつり
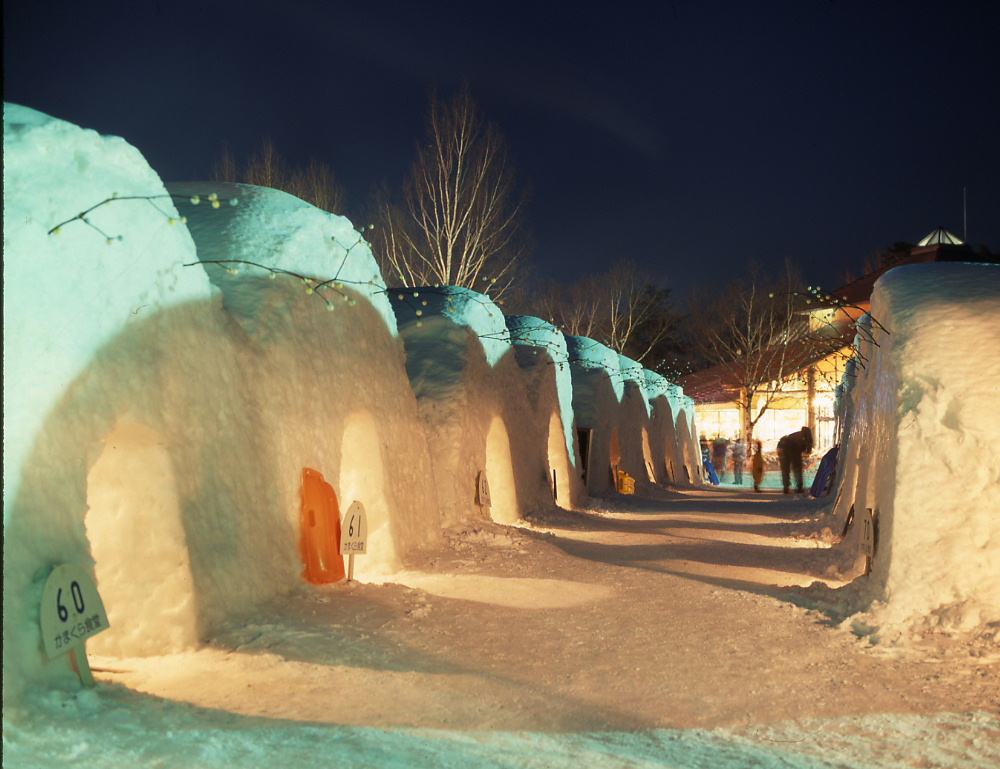
「岩手雪まつり」のかまくら食堂
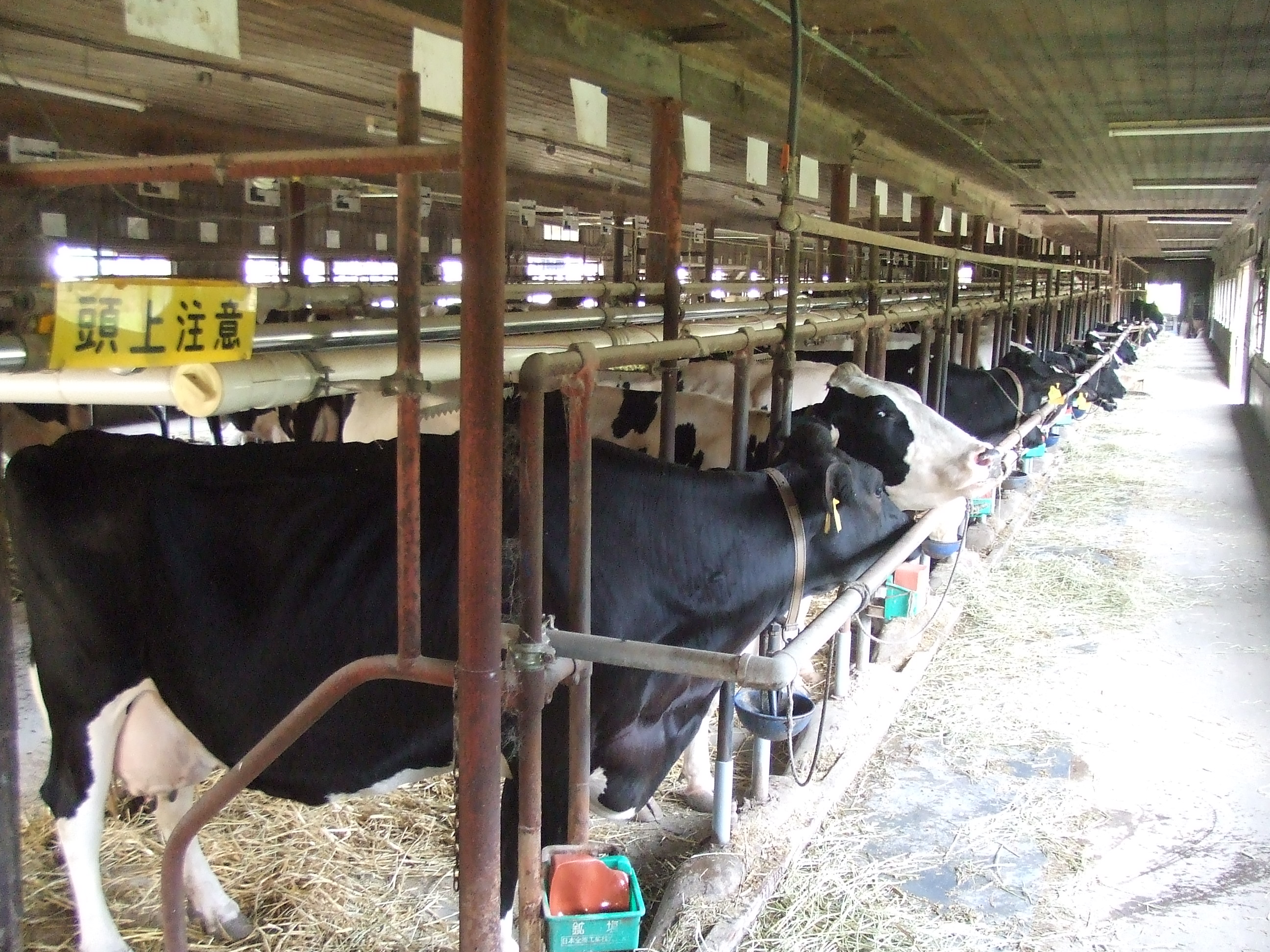
牛舎内の様子

## アクセス
小岩井農場
- 東北自動車道盛岡インターチェンジから約12km。
- 盛岡駅東口10番のりばから岩手県交通バス利用。
  - ｢小岩井農場線｣　（最寄り駅である小岩井駅からも利用可能）
    - ｢小岩井農場まきば園｣下車。